# Visual Concepts
Visual Concepts és una empresa desenvolupadora de videojocs situada a Califòrnia coneguda per la saga de videojocs d'esports anomenat 2K de Sega Sports.

## Videojocs creats per Visual Concepts

### Saga de videojocs 2K/ESPN
- NFL Football
  - NFL 2K (Dreamcast)
  - NFL 2K1 (Dreamcast)
  - NFL 2K2 (Dreamcast, PlayStation 2, Xbox)
  - NFL 2K3 (GameCube, PlayStation 2, Xbox)
  - ESPN NFL Football (PlayStation 2, Xbox)
  - ESPN NFL 2K5 (PlayStation 2, Xbox)
  - All-Pro Football 2K8 (PlayStation 3, Xbox 360) (sense llicències de la NFL)
- NBA Basketball
  - NBA 2K (Dreamcast)
  - NBA 2K1 (Dreamcast)
  - NBA 2K2 (Dreamcast, GameCube, PlayStation 2, Xbox)
  - NBA 2K3 (GameCube, PlayStation 2, Xbox)
  - ESPN NBA Basketball (PlayStation 2, Xbox)
  - ESPN NBA 2K5 (PlayStation 2, Xbox)
  - NBA 2K6 (PlayStation 2, Xbox, Xbox 360)
  - NBA 2K7 (PlayStation 2, PlayStation 3, Xbox, Xbox 360)
- College Football
  - NCAA College Football 2K2 (Dreamcast)
  - NCAA College Football 2K3 (GameCube, PlayStation 2, Xbox)
- College Basketball
  - NCAA College Basketball 2K3 (GameCube, PlayStation 2, Xbox)
  - ESPN College Hoops (PlayStation 2, Xbox)
  - ESPN College Hoops 2K5 (PlayStation 2, Xbox)
  - College Hoops 2K6 (PlayStation 2, Xbox, Xbox 360)
  - College Hoops 2K7 (PlayStation 2, Xbox, Xbox 360)
- World Series Baseball/ Major League Baseball
  - World Series Baseball 2K2 (Dreamcast, Xbox)
  - World Series Baseball 2K3 (Dreamcast, PlayStation 2, Xbox)
  - ESPN MLB Baseball (PlayStation 2, Xbox)
  - Major League Baseball 2K5 (PlayStation 2, Xbox)
  - Major League Baseball 2K6 (GameCube, PSP, PlayStation 2, Xbox, Xbox 360)
  - Major League Baseball 2K7 (PSP, PlayStation 2, PlayStation 3, Xbox, Xbox 360, Nintendo DS, Game Boy Advance)
  - Major League Baseball 2K8 (PlayStation 3, Xbox 360)
- NHL Hockey
  - NHL 2K2 (Dreamcast)
  - NHL 2K3 (GameCube, PlayStation 2, Xbox)
  - ESPN NHL Hockey (PlayStation 2, Xbox)
  - ESPN NHL 2K5 (PlayStation 2, Xbox)
  - NHL 2K6 (PlayStation 2, Xbox, Xbox 360)
  - NHL 2K7 (PlayStation 2, PlayStation 3, Xbox, Xbox 360)

### Altres videojocs

#### Xbox
- ToeJam & Earl III (amb la col·laboració de ToeJam & Earl Productions)

#### Dreamcast
- Floigan Bros.
- Ooga Booga

#### PlayStation
- NBA Fastbreak '98
- NHL Hockey '97 (publicat per EA Sports)
- One
- Viewpoint

#### Sega Saturn
- NBA Action 98 (publicat per Sega Sports)

#### SNES / Genesis
- Lester the Unlikely
- Madden NFL '94 (publicat per EA Sports)
- Madden NFL '95 (publicat per EA)
- Bill Walsh College Football (publicat per EA Sports)
- ClayFighter
- Clay Fighter II
- Claymates
- Harley's Humongous Adventure
- MLBPA Baseball (publicat per EA Sports)
- NHL 95 (publicat per EA Sports)
- Taz-Mania
- Weaponlord
- Were Back
- Desert Strike
- Jungle Strike
- Ken Griffey Jr. Baseball

#### Apple IIGS
- Task Force (publicat per Britannica Software)
- Gnarly Golf (publicat per Britannica Software)
- Great Western Shootout (publicat per Britannica Software)